# Parasphaerocera transversa
Parasphaerocera transversa är en tvåvingeart som först beskrevs av Richards 1965. Parasphaerocera transversa ingår i släktet Parasphaerocera och familjen hoppflugor.
Artens utbredningsområde är Panama. Inga underarter finns listade i Catalogue of Life.